# San Antonio, San Joaquín
San Antonio är en ort i Mexiko.   Den ligger i kommunen San Joaquín och delstaten Querétaro Arteaga, i den centrala delen av landet, 170 km norr om huvudstaden Mexico City. San Antonio ligger 2 466 meter över havet och antalet invånare är 209.
Terrängen runt San Antonio är varierad. Runt San Antonio är det ganska glesbefolkat, med 38 invånare per kvadratkilometer. Närmaste större samhälle är El Aguacate, 12,8 km öster om San Antonio. I omgivningarna runt San Antonio växer i huvudsak blandskog.